# Grand Prix automobile du Mexique 1987
Résultats du Grand Prix automobile du Mexique de Formule 1 1987 qui a eu lieu sur le circuit de Mexico le 18 octobre 1987.

## Classement
| Pos. | No | Pilote             | Écurie                 | Tours | Temps/Abandon                      | Grille | Points |
| ---- | -- | ------------------ | ---------------------- | ----- | ---------------------------------- | ------ | ------ |
| 1    | 5  | Nigel Mansell      | Williams-Honda         | 63    | 1 h 26 min 24 s 207 (193,411 km/h) | 1      | 9      |
| 2    | 6  | Nelson Piquet      | Williams-Honda         | 63    | + 26 s 176                         | 3      | 6      |
| 3    | 7  | Riccardo Patrese   | Brabham-BMW            | 63    | + 1 min 26 s 879                   | 8      | 4      |
| 4    | 18 | Eddie Cheever      | Arrows-Megatron        | 63    | + 1 min 41 s 352                   | 12     | 3      |
| 5    | 19 | Teo Fabi           | Benetton-Ford          | 61    | + 2 tours                          | 6      | 2      |
| 6    | 30 | Philippe Alliot    | Larrousse-Ford         | 60    | + 3 tours                          | 24     | 1      |
| 7    | 3  | Jonathan Palmer    | Tyrrell-Ford           | 60    | + 3 tours                          | 22     |        |
| 8    | 4  | Philippe Streiff   | Tyrrell-Ford           | 60    | + 3 tours                          | 25     |        |
| 9    | 29 | Yannick Dalmas     | Larrousse-Ford         | 59    | + 4 tours                          | 23     |        |
| Abd. | 12 | Ayrton Senna       | Lotus-Honda            | 54    | Sortie de piste                    | 7      |        |
| Abd. | 16 | Ivan Capelli       | March-Ford             | 51    | Moteur                             | 20     |        |
| Abd. | 21 | Alex Caffi         | Osella-Alfa Romeo      | 50    | Moteur                             | 26     |        |
| Abd. | 26 | Piercarlo Ghinzani | Ligier-Megatron        | 43    | Surchauffe                         | 21     |        |
| Abd. | 23 | Adrian Campos      | Minardi-Motori Moderni | 32    | Boîte de vitesses                  | 19     |        |
| Abd. | 25 | René Arnoux        | Ligier-Megatron        | 29    | Allumage                           | 18     |        |
| Abd. | 17 | Derek Warwick      | Arrows-Megatron        | 26    | Accident                           | 11     |        |
| Abd. | 8  | Andrea De Cesaris  | Brabham-BMW            | 22    | Sortie de piste                    | 10     |        |
| Abd. | 28 | Gerhard Berger     | Ferrari                | 20    | Turbo                              | 2      |        |
| Abd. | 20 | Thierry Boutsen    | Benetton-Ford          | 15    | Moteur                             | 4      |        |
| Abd. | 24 | Alessandro Nannini | Minardi-Motori Moderni | 13    | Turbo                              | 14     |        |
| Abd. | 27 | Michele Alboreto   | Ferrari                | 12    | Moteur                             | 9      |        |
| Abd. | 9  | Martin Brundle     | Zakspeed               | 3     | Turbo                              | 13     |        |
| Abd. | 2  | Stefan Johansson   | McLaren-TAG            | 1     | Collision                          | 15     |        |
| Abd. | 11 | Satoru Nakajima    | Lotus-Honda            | 1     | Collision                          | 16     |        |
| Abd. | 10 | Christian Danner   | Zakspeed               | 1     | Collision                          | 17     |        |
| Abd. | 1  | Alain Prost        | McLaren-TAG            | 0     | Collision                          | 5      |        |
| Nq.  | 14 | Pascal Fabre       | AGS-Ford               |       | Non qualifié                       |        |        |

## Pole position et record du tour
- Pole position : Nigel Mansell en 1 min 18 s 383 (vitesse moyenne : 203,049 km/h).
- Meilleur tour en course : Nelson Piquet en 1 min 19 s 132 au 57e tour (vitesse moyenne : 201,127 km/h).

## Tours en tête
- Gerhard Berger : 7 (1 / 15-20)
- Thierry Boutsen : 13 (2-14)
- Nigel Mansell : 11 (21-31)
- Nelson Piquet : 32 (32-63)

La course ayant été stoppée à la fin du trente-deuxième tour, un deuxième départ fut donné, le classement global s'établissant par addition des deux manches. Quatrième au départ de la seconde manche, Piquet prenait immédiatement la tête sur la piste, mais sans jamais inquiéter Mansell, en tête du classement global durant l'intégralité de la seconde manche.

## À noter
- 13e victoire pour Nigel Mansell.
- 40e victoire et meilleur tour pour Williams en tant que constructeur.
- 27e victoire pour Honda en tant que motoriste.
- 50e podium pour Nelson Piquet.
- 23e et dernier meilleur tour pour Nelson Piquet.
- 50e Grand Prix pour Gerhard Berger.
- 100e Grand Prix pour Eddie Cheever.
- La course a été interrompue au cours du trente-deuxième tour à cause de l'accident de Derek Warwick. Reparti pour 32 tours, le classement final se fait par addition des temps. La course, initialement prévue sur 68 tours, n'en compte que 63 effectifs (31+32).